# Offenhausen (Neu-Ulm)
Offenhausen  ist ein Ortsteil und Pfarrdorf der Großen Kreisstadt Neu-Ulm im bayerisch-schwäbischen Landkreis Neu-Ulm.

## Geographie
Offenhausen liegt nordöstlich des Hauptorts Neu-Ulm am rechten Ufer der Donau und grenzt südlich an die Bundesstraße 10.

## Geschichte
Die Ersterwähnung des Ortes erfolgte im Jahr 1309. Der Ort kam im Spätmittelalter zur Reichsstadt Ulm, bis er 1802 zusammen mit Ulm dem Kurfürstentum Bayern zufiel. Ulm wurde später württembergisch, Offenhausen ist bis zum heutigen Tag bayerisch geblieben. Die mit dem bayerischen Gemeindeedikt 1818 gegründete Landgemeinde Offenhausen kam mit dem gleichnamigen Dorf und den Einöden Maierhof, Steinhäule und Striebelhof 1908 zu Neu-Ulm. Im Dezember 1954 wurde ein Kirchenbau-Verein gegründet. Die Erlöserkirche Offenhausen wurde im Jahr 1961 erbaut.

## Gasthaus Schlössle

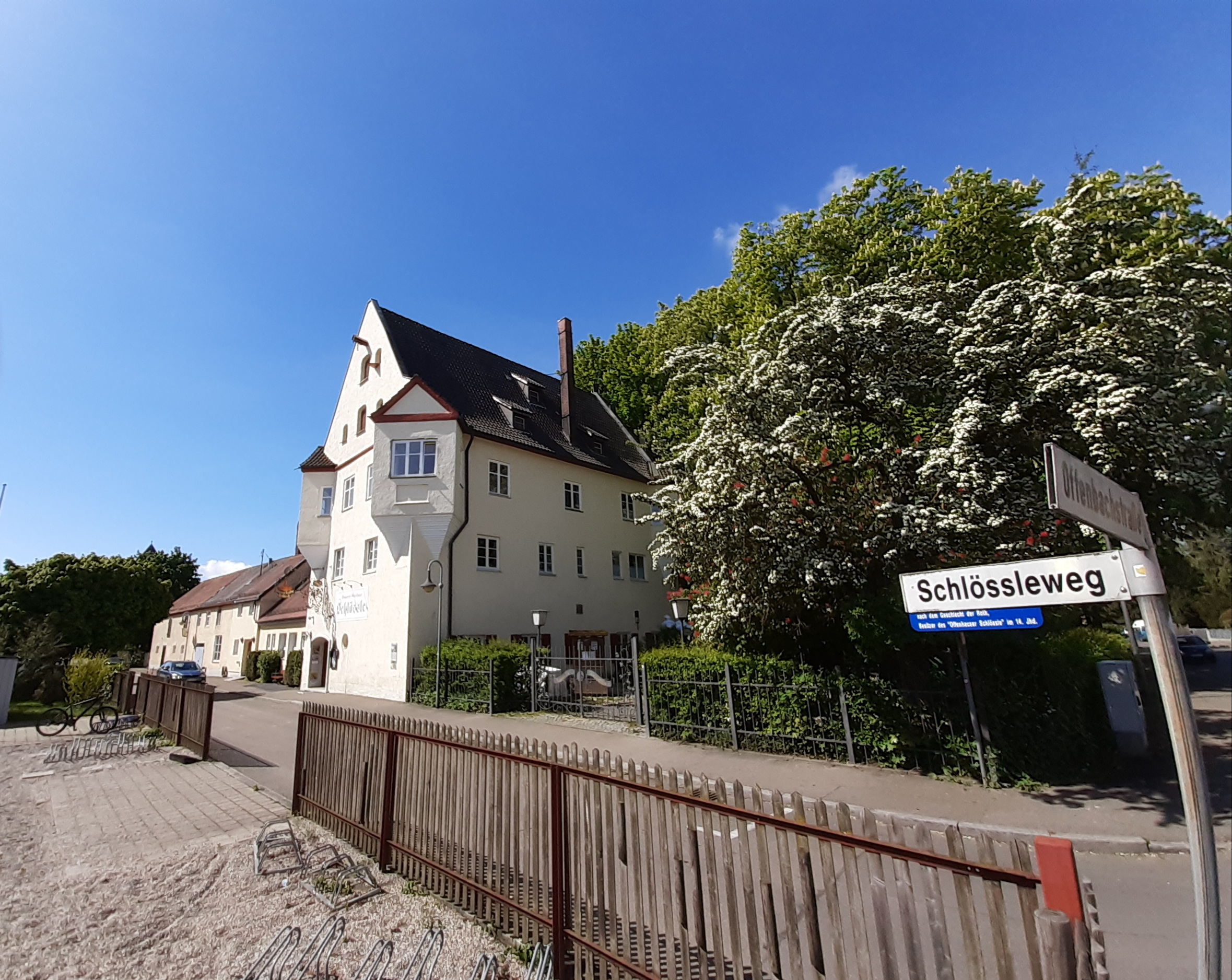
Gasthof Schlößle

Das bekannte Gasthaus Schlössle ist ein ehemaliges Schloss, ein dreigeschossiger Satteldachbau mit Eckerkern am oberen Geschoss von 1552, mit späteren Veränderungen und Anbauten. Es ist als Baudenkmal unter der Aktennummer D-7-75-135-80 erfasst.
Um 1300 erfolgte hier die Errichtung eines Rittersitzes. 1552 bis 1555 wurde das Schloss über dem alten Rittersitz durch die Familie Ehinger von Balzheim als Sommersitz errichtet. 1678 erfolgte die Umwandlung in ein Gasthaus. 1805 während der Schlacht bei Elchingen war es Quartier von Kaiser Napoleon Bonaparte. Seit 1879 bis heute ist es im Besitz der Familie Zoller.